# 松波氏
松波氏（まつなみし）または松波家（まつなみけ）は、日本の氏族のひとつ。石川県能登町松波（旧能登国珠洲郡松波郷）を名字の地とする。公家の日野家と関わりの深い一流と、室町時代に能登守護を務めた畠山氏の庶流の二流が知られる。

## 藤姓松波氏

### 公家の松波家
中世松波は日野家を荘園領主に持つ能登国最大の荘園・若山荘に含まれ、松波氏はその荘官として台頭した。室町時代末期の随筆『蹇驢嘶余』は珠洲郡内の「日野殿存知知」の有力武士として松波氏を筆頭に挙げ、その禄高は1200貫だったという。文明4年（1472年）笠師宮造立の願主として「松波左衛門尉藤原親実」の名が、また大永4年（1524年）松波八幡宮造営の願主として「斎藤中務丞孝親」が見られ、両者は「親」の通字を持つ同族で、北陸道の名家である斎藤氏を称していたようである。戦国時代になると能登守護畠山氏の勢力が伸長して若山庄も守護請の地となり、松波の地も「松波殿」と称された畠山氏庶流（松波畠山氏、後述）や守護代遊佐氏が領主権を担っていった。
一方で松波氏の一族は上京して日野家に出仕しており、『教言卿記』応永13年（1406年）12月28日条には日野有光の被官として松並六郎の名前が見られる。あるいは永和元年（1375年）日野資教が松波の日野家菩提寺・満福寺へ充てた奉書の作成者として越前守光盛の名が見られるが、これがさらに古い松波氏の例かもしれない。『歴名土代』に「日野侍」として散見される松波光綱・資久の家系は近世には北面武士の地下家として家名を伝えた。『地下家伝』や『寛政重修諸家譜』は松波氏を日野家の庶流とし、鎌倉時代後期の日野資宣の八男・法界寺別当頼宣（日野忠光）、あるいはその子である忠俊に始まるとしている。また『寛政重修諸家譜』は、頼宣の邸に松並木があったことが家号の由来であるとする説を載せている。松波氏を日野家の庶流とする説の真偽は不明だが、この事は能登の荘官に過ぎなかった松波氏が日野家の直臣になったことで家格を上げ、日野家の庶流に列せられた、ないし猶子とされたものと推定されている。地下家となった松波家の分家からは同じく北面を務めた世続家があった他、二条家諸大夫となった分家からは江戸時代後期に公卿を出している。

### 武家の松波氏
戦国時代に美濃国を席巻した戦国大名・斎藤道三の出自について、道三は山城国西岡の松波氏の出身で元の名を松波庄五郎とし、美濃に移って守護代の長井氏を襲い、次いで守護土岐氏を追って国主の地位に就いたとする説は広く一般に知られている。江戸時代初期に成立した『美濃国諸旧記』によれば、この松波氏は藤原秀郷流波多野氏の末裔で代々北面武士を務めた家柄だったが、道三（松波庄五郎）の父の代に西岡に退いたのだという。20世紀には上記の斎藤道三が長井氏を称するまでの事績を道三の父・長井新左衛門尉のものとする「親子二代説」が有力視されるようになったが、いずれにしても松波庄五郎と署名する文書は現存していない。
道三の末裔を称して江戸幕府旗本になった家に松波氏がある。松波氏の出自を日野流とするその系譜によれば、斎藤道三の子で同義龍の弟に雅楽頭政綱という人物がおり、織田信長に仕えて先祖に返って松波氏を称したのだという。政綱の子の勝直は織田信長・信雄の二代に仕え、尾張国中島郡のうち下起・小寺の2郷を領した。勝直は後に織田氏を離れて徳川家康に属し、武蔵国橘樹郡、美濃国池田郡・本巣郡に合わせて1100石の領地を得て旗本に列した。勝直には三子があり、長男勝安は武蔵領を、次男勝吉は美濃領をそれぞれ継承し、勝吉の家は後に加増されて700石となった。また三男政俊は新たに300石を与えられて別家を立て、元禄期には正春が勘定奉行・江戸町奉行・大目付を歴任して禄高は1000石となっている。これらの支流を合わせ、『寛政重修諸家譜』には5家を載せている。
道三流松波氏とは別に日野流を称した旗本松波氏がもう一流存在する。家祖は松波但馬守重隆で、文禄4年（1593年）豊臣秀吉が徳川家康の京屋敷で饗応を受けた際に献立方を務め、『文禄四年御成記』を記録に残した人物である。重隆の子の重正・重次兄弟も家康によく仕え、重次の代に旗本家となった。この家は620石の旗本家だったが18世紀初頭に無嗣断絶する。しかし重次の次男・三男・四男・五男も相次いで幕臣に取り立てられ、次男家は600石、三男家は400石、四男家と五男家はそれぞれ400俵の旗本となり、『寛政重修諸家譜』には次男家の支流を合わせて6家を載せている。

## 松波畠山氏
戦国時代後期、能登国主だった畠山氏の有力被官として松波城に拠った「松波殿」があった。最後の松波城主である松波義親は、宗家七尾城主畠山義綱の子で城主を継いだが、天正5年（1578年）上杉謙信の侵攻により七尾城は陥落し、義親もまた松波城で上杉勢に抵抗しついに敗れて自害した。この松波畠山氏について、義親以前の系統を諸家譜・諸系図は以下のようにしている。すなわち戦国時代初期の宗家畠山義統の子・常陸介義智が文明6年（1474年）に初めて松波城主となり、その玄孫の義龍が初めて松波氏を称し、義親は松波義龍の次代にあたるのだという。しかし戦国時代前期頃の系譜を証明する史料は見当たらず、事績の伝わらない歴代は「松波氏」と畠山氏を古くから結び付けようとする作為があったのかもしれない。義親の名は畠山氏の通字である「義」と、15世紀半ばに能登で活動した藤姓松波氏の「親」を組み合わせたともとれ、日野流松波氏の名跡を畠山氏族が襲ったとする説もある。なお義親の妻は日野家庶流の烏丸家から迎えたとされている。
この松波氏は畠山氏有力被官・長氏と関係が深く、松波義龍の姉妹にあたる女子が長英連に嫁いでいる。英連は実甥の長続連に松波氏との間に生まれた女子を嫁がせており、その間に生まれたのが戦国時代末期に活躍した長綱連・連龍兄弟である。松波落城の際に城主義親は戦死したが、義親の妻子は落ち延びた。やがて前田氏が能登国主となると芳春院や長連龍の引き立てによって武家社会に復帰した。長男は長氏の同名衆に引き立てられて長与六左衛門連親と称し、子孫も長氏に仕えた。次男義直は最初松岡氏、次いで松波氏を称して長氏に仕えたが、庶流が前田綱紀の代に加賀藩士に登用され、維新後は本姓の畠山氏に戻した。三男の松波左助は前田利政に仕えたが程なく無嗣断絶した。

## 主な人物

### 能登松波氏
出典：
- 藤原親実 - 松波左衛門尉。笠師宮造立願主。文明頃。
- 斎藤孝親 - 中務丞。松波八幡宮造立願主。大永頃。

### 地下松波氏
出典：
1. 松波忠俊（友俊） - 従四位下三河守。法界寺別当頼宣の子（日野資宣の孫）。
2. 松波友興 - 忠俊の子。正五位下左衛門大尉。明徳の乱で戦死。
3. 松波忠興 - 友興の子。従四位上三河守。
4. 松波兼興（出興） - 忠興の子、実は加賀国人・松任余三叙利の子。従四位下三河守。
5. 松波資治 - 兼興の子、実は日野重政の子。従四位下越前守。
6. 松波光数 - 資治の子。正五位下三河守。
7. 松波光綱 - 資治の子。従四位下左衛門大尉。
8. 松波光隆 - 光綱の子。従五位上越前守。
9. 松波資久 - 光隆の子。正五位下左衛門大尉。
10. 松波資光 - 資久の子。従五位下左衛門大尉。
11. 松波光友（光良） - 資久の子。正五位下左衛門大尉。
12. 松波光寿 - 光友の子。従五位下左近衛将監。
13. 松波友章（光章） - 光友の子。従五位下三河守。
14. 松波資能（資章） - 紀州藩士・正木為清の子。従四位下近江守。
15. 松波資秀 - 友章の子。正五位下左兵衛大尉。
16. 松波光興 - 松波光華の子。正四位下播磨守。
17. 松波資事 - 光興の子。従六位下三河介。
18. 松波葆光 - 光興の子。正五位下左衛門大尉。
19. 松波光業 - 葆光の子。正六位下日向守。
20. 松波光寧 - 葆光の子。従四位下左衛門少尉。
21. 松波光貞 - 光寧の子。

#### 地下庶家
- 世続重秀 - 松波資治の子。世続家初代[5]。
- 松波資邑 - 松波光篤の子。従三位非参議。二条家諸大夫[15]。
- 松波資之（遊山、1831－1906） - 松波光万の養子。広島商人・岡田集介の二男。歌人、香川景樹高弟[30]。維新後は皇太后宮の内舎人、雑掌をつとめた[31]。

### 旗本松波氏
- 松波勝直（勝置） - 松波政綱の子（斎藤道三の孫）。平右衛門。織田家臣。江戸幕府旗本[4]。
- 松波正房 - 松波正成の子。従五位下備前守。勘定吟味役、佐渡・長崎奉行[1]。
- 松波正春 - 松波正次の養子、旗本・三宅政広の子。従五位下筑後守。勘定奉行、町奉行、大目付[32]。
- 松波重隆 - 松波重綱の子。従五位下但馬守。『文禄四年御成記』作者[20][19]。

### 松波畠山氏
出典：
- 畠山義智（義国） - 畠山義統の子。常陸介。初代松波城主。
- 松波義龍 - 畠山常重（義重）の子。常陸介。松波城主。松波氏を称する。
- 松波義親 - 義龍の子。常陸介。松波城主。上杉謙信と戦って落城、自害。
- 長連親 - 義親の子。与六左衛門。長氏家臣。